# Roberto Rojas
Roberto Antonio Rojas Saavedra (født 8. august 1957 i Santiago, Chile) er en tidligere chilensk fodboldspiller (målmand). Han var kendt under kælenavnet El Cóndor (Kondoren). Han blev verdensberømt i 1989, da han blev udelukket fra al fodbold på livstid for at have simuleret en skade og fået stoppet en VM-kvalifikationskamp, en situation der betragtes som en af de største skandaler i VM i fodbolds historie.

## Karriere
Rojas karriere startede i hjemlandet, hvor han først spillede i syv sæsoner for Deportes Aviación og efterfølgende seks hos storklubben Colo-Colo i hjembyen Santiago. Med Colo-Colo var han med til at vinde både det chilenske mesterskab og pokalturneringen Copa Chile to gange. I 1987 skiftede han til brasilianske São Paulo FC, hvor han spillede frem til sit ufrivillige karrierestop i 1989.
Rojas spillede desuden 49 kampe for det chilenske landshold. Han repræsenterede sit land ved tre udgaver af de sydamerikanske mesterskaber Copa América op gennem 1980'erne, hvor højdepunktet var sølvmedaljerne i 1987.

## Skandalen på Maracanã
I en alder af 32 år, og på toppen af sin karriere, blev Rojas i 1989 udelukket fra al klub- og landsholdsfodbold på livstid af det internationale fodboldforbund FIFA. Årsagen var en skandale der fandt sted på Maracanã-stadionet i Rio de Janeiro, Brasilien, den 3. september samme år.
Chile skulle denne dag spille den afgørende kamp om kvalifikation til VM i 1990 i Italien, og kravet for chilenerne var en sejr på udebane mod storfavoritterne fra Brasilien. Da brasilianerne efter en målløs første halveg kom foran 1-0 kort efter pausen på et mål af Careca virkede situationen umulig for Chile.
Men omkring det 70. minut indtraf en dramatisk hændelse. Rojas i det chilenske mål faldt pludseligt til jorden efter at et nødblus var blevet kastet ind på banen fra tilskuerpladserne, og landede tæt ved ham. De chilenske spillere og trænerstaben ilede hen til ham, og lod på intet tidspunkt hverken modspillere eller dommertrio komme i nærheden af ham, for at se, hvad der var sket. Efter et stykke tid på banen, hvor kampen var afbrudt, og hvor Rojas så ud til at modtage behandling, bar holdkammeraterne en alvorligt blødende Rojas ud af banen, og nægtede at genoptage kampen af "hensyn til egen sikkerhed". Kampen, der blev spillet foran 141.000 tilskuere på verdens største stadion blev afbrudt, og aldrig færdigspillet.
Straks herefter krævede chilenerne som følge af Rojas' skade at få tildelt en skrivebordssejr, der ville have givet dem VM-billetten, og samtidig have medført at Brasilien for første gang nogensinde ikke kom til VM. Som tiden gik de følgende dage begyndte beviserne fra sagen imidlertid at pege på, at situationen var ét stort fupnummer, iværksat af Rojas og den chilenske trænerstab. TV-billederne viste, at nødblusset var slået ned langt fra Rojas, og det blev vurderet særdeles usandsynligt, at det skulle kunne have forvoldt så stærke blødninger, som Rojas pludseligt lå med på jorden.
Efter flere undersøgelser fra FIFA, og en høring med de involverede parter, indrømmede Rojas at situationen var et fupnummer, og at han i virkeligheden havde skåret sig selv i ansigtet med et barberblad, med den hensigt at få stoppet kampen og taberdømt brasilianerne. Holdets træner, læge og øvrige spillere havde også været involveret. Rojas blev af FIFA idømt karantæne på livstid. Den samme straf blev tildelt landstræner Orlando Aravena og lægen Daniel Rodríguez, mens anfører Fernando Astengo fik fem års udelukkelse som følge af skandalen. Det chilenske fodboldlandshold fik desuden fem års VM-udelukkelse, og kunne derfor ikke deltage i hverken kvalifikation eller slutrunde ved VM i 1994.
Rojas karantæne blev ophævet i 2001, hvor han dog som 44-årig ikke længere var aktuel som spiller.

## Titler
Primera División de Chile
- 1983 og 1986 med Colo-Colo

Copa Chile
- 1982 og 1985 med Colo-Colo